# Domenico Grimani
Domenico Grimani (Veneza, 19 de fevereiro de 1461 - Roma, 26 de agosto de 1523) foi um cardeal do século XVI.

## Primeiros anos
Nasceu em uma família patrícia, o mais velho dos cinco filhos de Antonio Grimani, futuro doge de Veneza, e Caterina Loredan. Os outros filhos foram Vincenzo, Girolamo, Piero e Marino. Tio do Cardeal Marino Grimani (1527). Tatara-tio-avô do Cardeal Vincenzo Grimani (1697).
Manifestou desde muito jovem um forte interesse pela cultura e pelos estudos humanísticos, que seguiu pela primeira vez na sua cidade natal com os mais ilustres professores. Mais tarde, em Florença, frequentou os mais prestigiados círculos intelectuais. Estabeleceu fortes amizades com alguns dos melhores expoentes da elite cultural florentina, como Lorenzo de' Medici (il Magnifico), Angelo Poliziano e Pico della Mirandola. Ingressou no Grande Conselho de Veneza e foi eleito senador em 1487. Obteve o doutorado em direito canônico na Universidade de Pádua em 23 de outubro de 1487; ele também se destacou em artes e filosofia; defendeu a doutrina de São Tomás de Aquino (Tomismo) em diversas disputas e obteve sólida reputação nesse assunto. Permaneceu em Pádua até 1489. Desidério Erasmo dedicou-lhe sua obra Musica.
Em 1489, Domenico foi escolhido para ser um dos quatro embaixadores para escoltar o imperador Frederico III pelos territórios da República de Veneza; acompanhou o imperador a Verona, Vicenza, Bassano, Treviso e Aquilea; como recompensa, o imperador fez dele um cavaleiro (príncipe na Alemanha). Entrou na corte papal em 1491. Em 1º de outubro daquele ano, o Papa Inocêncio VIII nomeou-o secretário papal e, mais tarde, protonotário apostólico.

## Cardinalato
Criado cardeal-diácono no consistório de 20 de setembro de 1493; recebeu o chapéu vermelho e a diaconia de S. Nicola fra imagini em 23 de setembro. Acompanhou o papa a Orvieto em 27 de maio de 1495 e retornou com ele a Roma em 27 de junho de 1495. Alexandre VI nomeou Grimani administrador de Nicósia, em 3 de julho de 1495, mas ele renunciou ao cargo em 4 de setembro do mesmo ano. Promovido ao patriarcado de Aquileia, em 13 de setembro de 1497, e confirmado em 13 de fevereiro de 1498.
Ordenado sacerdote em 21 de março de 1498, por Georges, bispo de Milopotamo. Optou pela ordem dos cardeais-presbíteros em 28 de março de 1498. Recebeu a consagração episcopal em 25 de abril de 1498, em seu palácio em Roma, por Francesco Quirini, arcebispo de Craina, auxiliado por Orlando Orsini, bispo de Nola, e por Giorgio, bispo de Milopotamos. Poucos meses depois, Grimani foi para sua nova sede: em 19 de setembro de 1498, ele teve sua entrada em San Daniele, e então foi para San Vito, Aquileia e Cividale. Ele ficou em sua diocese durante todo o inverno, então (março de 1499) ele voltou para Roma, enquanto os turcos estavam partindo para devastar Friuli novamente. Em 15 de outubro de 1499, deixou Roma com destino a Veneza, onde seu pai, Antonio Grimani, procurador de S. Marco e almirante da frota, tendo perdido Lepanto para os turcos, foi preso; o cardeal ofereceu-se para ocupar o lugar do pai, mas foi em vão; ele o defendeu de todas as maneiras possíveis; finalmente, teve a alegria de ver seu pai libertado e posteriormente eleito Doge em 1514.
Em 21 de julho de 1503, Grimani recebeu comenda do mosteiro beneditino de S. Firmo, diocese de Verona. Participou do primeiro conclave de 1503, que elegeu o Papa Pio III, e do  segundo conclave de 1503, que elegeu o Papa Júlio II. Optou pelo título de S. Marco, em 25 de dezembro de 1503. Em 15 de abril de 1504, renunciou à comenda do mosteiro de S. Maria de Sexto, diocese de Concórdia, em favor de seu parente Pietro Grimani, do clero de Veneza. Protetor da Ordem de São Basílio em 1505. Protetor da Ordem dos Frades Menores. Cardeal protopresbítero desde o início de 1508 até setembro seguinte.
Cardeal Grimani foi promovido a ordem dos cardeais bispos e a sé suburbana de Albano, em 22 de setembro de 1508; manteve em comenda até sua morte o título de S. Marco. Devido à guerra entre França e Veneza, não foi chamado ao consistório de 22 de março de 1509. Passou para a sé suburbana de Frascati, em 3 de junho de 1509. Pediu ao Papa Júlio II, em 5 de novembro de 1509, que autorizasse a saída de Roma dos embaixadores venezianos por causa da guerra. Passou para a sé suburbana de Porto e Santa Rufina, em 20 de janeiro de 1511. Sub-reitor do Sagrado Colégio dos Cardeais. O cardeal participou da abertura do Quinto Concílio de Latrão em 3 de maio de 1512; celebrou a missa solene antes da primeira sessão em 10 de maio de 1512. Participou do conclave de 1513, que elegeu o Papa Leão X. Em 19 de março de 1513, recebeu do novo Papa uma pensão de 2.000 ducados e vários novos benefícios. Governador da cidade de Bagnoreggio, 8 de julho de 1513.
No início de 1514, foi nomeado juiz do papa no desentendimento entre dois teólogos de Mainz e Colônia; ele os convocou a Roma em 8 de junho de 1514; o processo prolongou-se tanto que a decisão do papa só foi tomada em 23 de junho de 1520. Recebeu em comenda o priorado secular e a colegiada de S. Andrea, Orvieto, 22 de março de 1514, mas renunciou em 13 de agosto. Nomeado administrador perpétuo da Sé de Urbino, em 29 de maio de 1514; renunciou ao cargo em 17 de julho de 1523, em favor de seu coadjutor Giacomo Nardi, do clero de Aquileia. Grimani foi o único cardeal que se opôs à nomeação pelo papa de Lorenzo de' Medici, em 18 de agosto de 1516, como duque de Urbino e signore perpétuo de Pésaro; ele deixou Roma indignado. Renunciou à sé de Aquileia em favor de seu sobrinho Marino em 19 de janeiro de 1517; nunca havia posto os pés no patriarcado após sua primeira entrada oficial. Nomeado administrador de Ceneda em 1517; renunciou ao cargo em 28 de março de 1520, em favor de seu sobrinho Giovanni Grimani. No consistório de 1 de fevereiro de 1517, opôs-se violentamente ao encerramento do Quinto Concílio de Latrão, decidido no consistório de 4 de março de 1517 e ocorreu no dia 16 de março seguinte; a bula de encerramento do concílio foi lida pelo seu sucessor no patriarcado de Aquileia. No consistório de 23 de junho de 1517, foi o único a não declarar culpados os cardeais Petrucci, Bandinello Sauli e Raffaele Sansoni Riario, acusados de alta traição, e teve uma violenta altercação com o papa. Participou do conclave de 1521-1522, que elegeu o Papa Adriano VI; ele estava doente quando entrou no conclave em 27 de dezembro de 1521 e teve que partir, por conselho do seu médico, no dia 31 de dezembro seguinte.
Foi um homem de vasta cultura, amante das letras, que formou uma biblioteca de 8.000 volumes, que doou à igreja de S. Antonio dos Cônegos Regulares do Salvador em Veneza, destruída por um incêndio. Notável colecionador, possuía também um rico acervo de objetos artísticos, com obras de artistas como Leonardo da Vinci, Giorgione, Ticiano, Hans Memling, Hieronymus Bosch, Rafael e outros. Foi proprietário do Breviário Grimani, agora na Biblioteca Marciana, uma obra-chave na história tardia dos manuscritos iluminados flamengos. Ele também foi um eminente teólogo e autor de diversas obras, incluindo uma tradução das homilias de São João Crisóstomo.
O cardeal Domenico Grimani morreu em Roma, em 26 de agosto de 1523, às 19 horas, no seu palácio de S. Marco. O seu epitáfio com os braços foi colocado no meio da sua igreja titular, S. Marco; ele foi sepultado na igreja de Ss. Giovanni e Paolo, onde seus sobrinhos ergueram um monumento em sua memória; mais tarde, os seus restos mortais foram transferidos para Veneza e sepultados na igreja de S. Francesco della Vigna.